# ماتيو بيانشيتي
ماتيو بيانشيتي (بالإيطالية: Matteo Bianchetti)‏ (17 مارس 1993 بكومو في إيطاليا - ) هو لاعب كرة قدم إيطالي في مركز الدفاع. شارك مع منتخب إيطاليا تحت 18 سنة لكرة القدم ومنتخب إيطاليا تحت 19 سنة لكرة القدم ومنتخب إيطاليا تحت 20 سنة لكرة القدم ومنتخب إيطاليا تحت 21 سنة لكرة القدم. أما مع النوادي، فقد لعب مع إنتر ميلان ونادي إمبولي ونادي سبيزيا ونادي كومو وهيلاس فيرونا.

## روابط خارجية
- ماتيو بيانشيتي على موقع قاعدة بيانات كرة القدم.إي يو (الإنجليزية)
- ماتيو بيانشيتي على موقع Soccerway.com (الإنجليزية)
- ماتيو بيانشيتي على موقع عالم كرة القدم.نت (الإنجليزية)
- ماتيو بيانشيتي على موقع AS.com (الإسبانية)